# Йоганнес Свейнссон К'ярвал

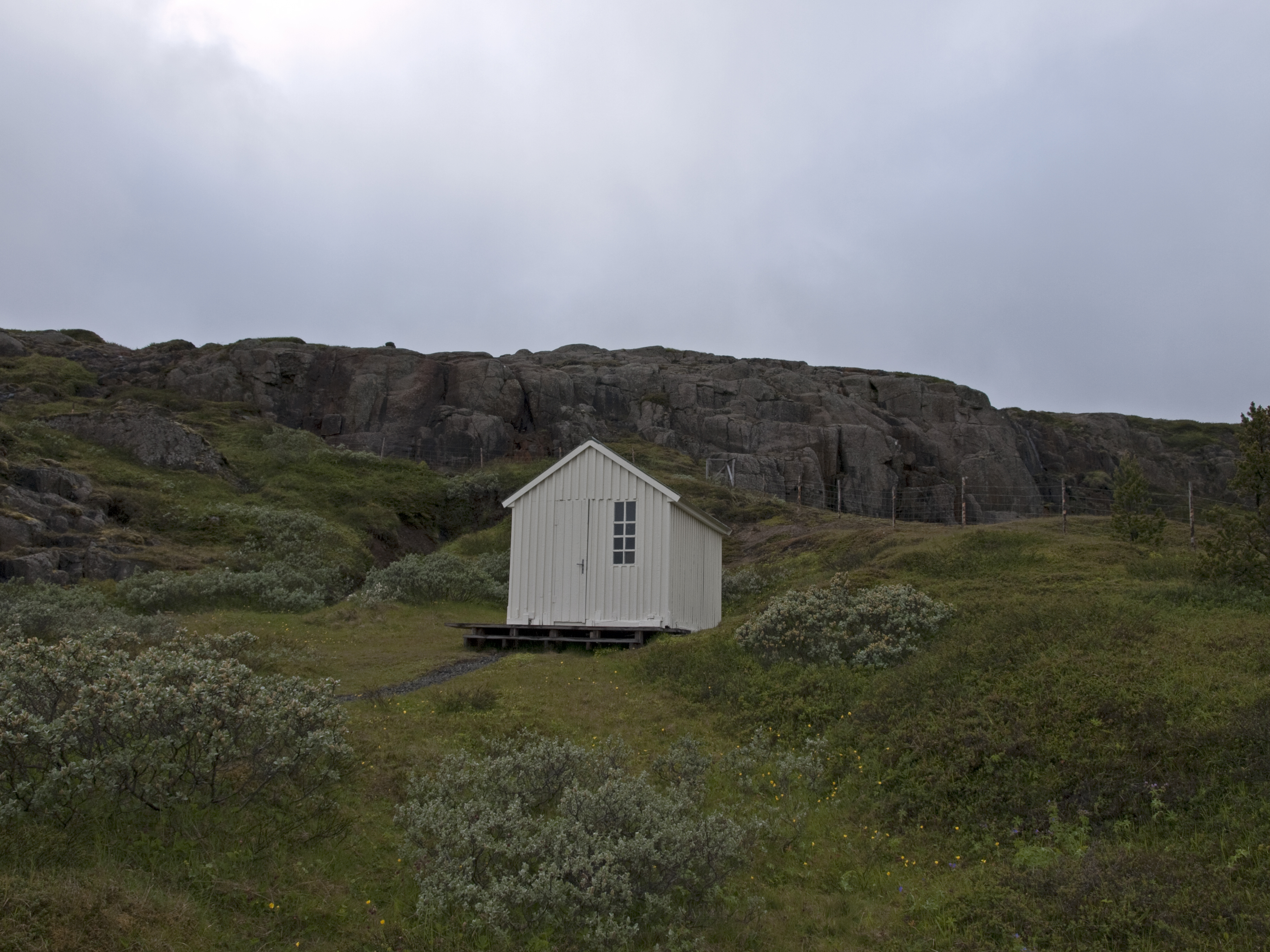
Хатина на північному сході Ісландії біля річки Селфльот, де К'ярвал проводив літо.

Йоганнес Свейнссон К'ярвал (15 жовтня 1885 — 13 квітня 1972) — ісландський живописець. Багато хто вважає його одним з найважливіших художників Ісландії.

## Раннє життя
Народившись у злиднях, він був усиновлений, і в юності працював рибалкою. Однак він витрачав вільний час на малювання і встиг навчитися основам у художника Асгрімура Йонссона. У віці 27 років за фінансової підтримки рибалок та Ісландської конфедерації праці він склав вступний іспит і був прийнятий до Королівської датської академії витончених мистецтв для отримання вищої освіти в галузі мистецтва, де він закінчив навчання. У роки проживання в Копенгагені він познайомився з різними стилями, включаючи імпресіонізм, експресіонізм та кубізм, але також став досвідченим креслярем.
Пізніше він також здійснив поїздки до Франції та Італії.

## Стиль
К'ярвал був плідним живописцем, після довгого життя залишив тисячі малюнків і картин. Картини дуже різняться за стилем і часто поєднують різні стилі в дуже особистий стиль. Хоча це не сюрреалістично, деякі його роботи включають абсурдні та символістичні елементи, що змішують ельфів та міфи в пейзажі. Багато його робіт включають ісландський ландшафт та формування лави, але багато його пейзажних картин частково «кубістичні» та абстрактні, зосереджуючись на масштабуванні найближчого ґрунту та менш вражаючих таємничих гір на задньому плані. Пізніше у своєму житті його мистецтво часто також включало абстрактний живопис.
Його творчість включає експресіоністські, абстрактні, кубістичні, пейзажні та портретні картини та малюнки — і його «стилістична розмитість» була надзвичайно оригінальною, як і сама людина. Він був надзвичайно оригінальним модернізатором свого часу і досі залишається досить унікальним серед ісландських та світових живописців. У 1958 році король Швеції нагородив його медаллю принца Євгена.

## Спадщина
- У Рейк'явіку одна з трьох будівель, що належать Художньому музею Рейк'явіка, називається Kjarvalsstaðir і представляє роботи К'ярваля поряд з тимчасовими виставками.
- Він зображений на ісландській банкноті в 2000 крон.
- Дебютний альбом Б'єрк 1977 року від Б'єрк включає в себе інструментальну флейту-данину (Йоганнес К'ярваль), яку написав і виконав Б'єрк.

## Дивитися також
- Список ісландських художників-візуалістів
- Асгрімур Йоунссон